# Vid Kavtičnik
Vid Kavtičnik (Slovenj Gradec, 1984. május 24.) szlovén válogatott kézilabdázó, jelenleg Franciaországban, a Montpellier HB csapatánál játszik.

## Pályafutása
Pályafutását az RK Velenje csapatánál kezdte, majd a 2005/2006-os szezonra a THW Kiel csapatához igazolt. A jobbszélső poszton Christian Zeitzcel osztoztak. A 2008/2009-es szezon végén otthagyta Kielt. Csapattársa Nikola Karabatić vele együtt Montpellierbe tette át székhelyét.

## Sikerei
- Bajnokok Ligája győztes: 2007, 2018
- EHF Bajnokok Tornája győztes: 2007, 2018
- Német bajnok: 2006, 2007, 2008, 2009
- Német kupagyőztes: 2007, 2008, 2009
- Német Szuperkupa győztes: 2005, 2007, 2008
- Legjobb jobbszélső, az All-Star csapat tagja: 2004-es Európa-bajnokságon
- Szlovén Bajnokság második helyezettje: 2004
- Szlovén Bajnokság harmadik helyezettje: 2001 és 2002
- Szlovén kupagyőztes: 2003
- Szlovén kupadöntős: 2004
- Francia Bajnok: 2010